# Fifth Avenue Band
Die Fifth Avenue Band war eine US-amerikanische Rockband, die Ende der 1960er Jahre mit einer Mischung aus Rock, Folkrock, Countryrock und Jazzelementen Akzente setzte. Sie war, neben Gruppen wie The Lovin’ Spoonful und The Blues Magoos, Teil der West Village Musikerszene in Greenwich Village, New York City, USA.

## Die Band
Kenny Altman (Gesang, Bassgitarre), Jerry Burnham (Gesang, Gitarre) und Peter Gallway (Gesang, Gitarre) kannten sich als Schüler einer High School in New York City. 1965 gründeten sie die Band The Strangers und nahmen mit Land Of Music / I Need Your Love Inside Me eine Single auf, die kaum bekannt wurde.
Ende der 1960er Jahre fanden sie sich, zusammen mit dem Schlagzeuger Pete Heywood, dem Sänger Jon Lind und dem Keyboarder Murray Weinstock in der Fifth Avenue Band wieder.
1969 konnten sie bei Reprise Records einen Plattenvertrag abschließen und ein gleichnamiges Album aufnehmen, das, dank ihrer Beziehungen zu The Lovin’ Spoonful, von deren ehemaligen Mitgliedern Jerry Yester und Zal Yanovsky sowie von Erik Jacobsen produziert wurde.
Die Songs wurden überwiegend von Altman und Gallway geschrieben und umspannten ein stilistisches Spektrum von bodenständigem Rock und Countryrock (Gallway) bis hin zu Jazz-beeinflussten Rhythmen und Harmonien (Altman).
Die Band, die u. a. im Night Owl Cafe in New York auftrat, löste sich 1970 auf, fand aber noch einmal 1990, ohne Burnham, für das Reunion-Album Really zusammen, das auf einem japanischen Label erschien. Unter den mitwirkenden Musikern befanden sich Jeff Pevar (später bei CPR mit David Crosby und dessen Sohn James Raymond) und Hamish Stuart (Paul McCartney Band).

## Solokarrieren seit 1971
Kenny Altman bildete 1971, zusammen mit Paul Harris (Keyboards) und Dallas Taylor (Schlagzeuger auf den Alben Crosby, Stills & Nash, 1969, und Déjà Vu von Crosby, Stills, Nash & Young, 1970) die Begleitband von John Sebastian. Während Harris und Taylor kurz darauf Mitglieder von Stephen Stills’ Band Manassas wurden, blieb Altman bis 1976 enger Freund und musikalischer Wegbegleiter von Sebastian und spielte auf dessen Alben The Four Of Us, Tarzana Kid und Welcome Back.
Er schrieb weiterhin Songs, u. a. Feelin’ Blue, das von Earth, Wind & Fire aufgenommen wurde und arbeitete als Session-Musiker, u. a. bei Aufführungen des Musicals Hair auf dem Broadway.
Bis 1993 wirkte er als Sänger, Gitarrist und Bassist auf zahlreichen Aufnahmen mit, u. a. von Steven Fromholz, Jules & The Polar Bears, Peter Gallway, Mark Sebastian, David Batteau und Whitehorse.
Seit 1993 arbeitet Altman als Gastronom.
Peter Gallway gründete 1971 die Gruppe Ohio Knox und startete danach eine Solo-Karriere. Er lebt in Santa Barbara, Kalifornien, USA, wo er an verschiedenen Projekten arbeitet, u. a. mit Mark Sebastian und Jon Lind.
In 2008 gab er zusammen mit Jeff Pevar mehrere Konzerte.
Jon Lind gründete 1974 mit Valerie Carter und Richard Hovey das Trio Howdy Moon und nahm ein gleichnamiges Album auf. 1976 sang er auf John Sebastians LP Welcome Back und produzierte 1989 das Album Heart Of Stone von Cher.
Zusammen mit Phil Galdston und Wendy Waldman arbeitet er seit den 1990er Jahren als Komponisten-Team und hat zahlreiche Charthits, u. a. für Madonna (Crazy For You), Céline Dion (Sleep Tight) und Earth, Wind & Fire (Boogie Wonderland) geschrieben, darunter auch Save The Best For Last, den größten Erfolg in der Karriere von Vanessa Lynn Williams (Platz 1 der Billboard Top 100 Singles und ASCAP Song Of The Year 1992).
Murray Weinstock ist weiterhin als Musiker aktiv. Daneben setzt er sich für ein besseres Leben für Hunde ein und nahm 2006 das Blues und Jazz-Album Tales Of The City auf, mit Songs aus der Sicht von Hunden mit Beiträgen aus der Feder von John Sebastian, Dr. John und Phoebe Snow, darunter auch seine Eigenkomposition The Dachs Song.
Jerry Burnham war schon 1966 Bassist in der, The Flying Machine genannten, Begleitband von James Taylor. Das damals aufgenommene Album James Taylor and the Original Flying Machine wurde 1971 wiederveröffentlicht. Ebenfalls in 1971 nahm Burnham mit The Quinames Band deren erste gleichnamige LP auf. Weitere Musiker des Albums waren Dave Palmer (Gesang), Danny Kortchmar (Gitarre) und Allan „Jake“ Jacobs (Gitarre). 1973 spielte er auf dem Album Somebody Else’s Troubles von Steve Goodman Querflöte.
Pete Heywood hatte schon seit 1961 als Schlagzeuglehrer gearbeitet und arbeitet bis heute in diesem Beruf. Zu seinen Schülern gehörten Bobby Rondenelli von Black Sabbath und John Miceli von Meat Loaf. Er veröffentlichte bis 2009 drei Lehrbücher für das Schlagzeugspiel und mehrere Artikel im Creative Drummer Magazine.

## Musik
Musikstilistisch trafen im Repertoire der Fifth Avenue Band 1969 zwei Richtungen aufeinander. Während Peter Gallway sich an der neuen Tendenz hin zu einfacheren Strukturen und Arrangements in den Stilarten Rock und Countryrock orientierte, schrieb Kenny Altman Songs mit durchdachten Chorarrangements, swingenden Rhythmen und jazzigen Harmonien, ähnlich der Association und Lovin’ Spoonful (You Didn’t Have To Be So Nice). Die Musiker vermochten es nicht beide Stile zu einem einheitlichen Konzept zu verschmelzen. Als Beispiel dafür, wie dies hätte klingen können, mag das Lied Take It Easy von den Eagles angeführt werden.
Während Gallway mit seiner, damals moderneren, Richtung bis heute fortfahren konnte, hatte Altmans vielfältige, atmosphärisch sonnig wirkende, Stilistik auf Dauer keine Zukunft. Letztmals nahm er 1976, zusammen mit Jon Lind und John Sebastian ein ähnliches Stück mit Sebastians Song Welcome Back (Titel-Song der TV-Serie Welcome Back, Kotter) auf.
Das zweite Album der Fifth Avenue Band ist ganz in den Stilarten der Popmusik der 1980er Jahre geschrieben, arrangiert und instrumentiert und von anderen Produktionen dieser Zeit kaum zu unterscheiden.

## Diskografie
- The Fifth Avenue Band (1972)
- Really (1990)